# Antonio Manicone
Antonio Manicone, né le 27 octobre 1966 à Milan (Italie), est un footballeur Italien, qui évoluait au poste de milieu de terrain. Au cours de sa carrière il évolue à Licata, à Palerme, à  Foggia, à l'Udinese, à l'Inter, à Genoa, à Pérouse, à Cosenza, à Lecco et à Pro Patria ainsi qu'en équipe d'Italie.
Manicone ne marque pas de but lors de son unique sélection avec l'équipe d'Italie en 1993.

## Carrière
- 1986-1987 :  Licata
- 1987-1989 :  Palerme
- 1989-1991 :  Foggia
- 1991-1992 :  Udinese
- 1992-1994 :  Inter
- 1994-1995 :  Genoa
- 1995-1996 :  Inter
- 1996-1998 :  Pérouse
- 1998-1999 :  Cosenza
- 1999-2000 :  Lecco
- 2000-2003 :  Pro Patria[1]

## Palmarès

### En équipe nationale
- 1 sélection et 0 but avec l'équipe d'Italie en 1993

### Avec l'Inter
- Vainqueur de la coupe de l'UEFA en 1994

### Avec Foggia
- Champion de Série B en 1991